# Bracon frutus
Bracon frutus är en stekelart som beskrevs av Papp 1984. Bracon frutus ingår i släktet Bracon och familjen bracksteklar. Inga underarter finns listade.